# Chili Davis
Charles Theodore Davis (né le 17 janvier 1960 à Kingston, Jamaïque) est un voltigeur et frappeur désigné de baseball ayant joué dans les Ligues majeures de 1981 à 1999. 
Premier athlète né en Jamaïque à jouer dans le baseball majeur, Chili Davis a reçu trois sélections au match des étoiles, remporté une fois le prix Edgar Martínez et gagné la Série mondiale en trois occasions au cours de sa carrière.

## Carrière de joueur

### Giants de San Francisco
Chili Davis est repêché au 11e tour de sélection par les Giants de San Francisco en 1977. Il fait ses débuts dans les majeures le 10 avril 1981, devenant le premier athlète né en Jamaïque à jouer dans la ligue. À sa saison recrue en 1982, Davis termine quatrième au vote désignant la recrue de l'année de la Ligue nationale, un prix remis à Steve Sax des Dodgers de Los Angeles.
Pendant le séjour de Davis chez les Giants, qui dure jusqu'en 1987, il reçoit ses deux premières sélections au match des étoiles (en 1984 et 1986). Il aide aussi San Francisco à remporter en 1987 le championnat de la division Ouest et atteindre les séries éliminatoires.

### Angels de la Californie
De 1988 à 1990, il fait le premier de deux séjours chez les Angels de la Californie. À sa dernière année là-bas, il partage les fonctions de joueur de champ extérieur et de frappeur désigné. En 1988, il mène la Ligue américaine avec 10 ballons sacrifice.

### Twins du Minnesota
Il rejoint en 1991 les Twins du Minnesota et devient dès lors frappeur désigné à temps plein. Il gagne d'ailleurs le prix Edgar Martínez du meilleur joueur de la Ligue américaine dans ce rôle. Davis aide les Twins à remporter la Série mondiale 1991 sur les Braves d'Atlanta.

### Deuxième passage chez les Angels
Après deux années chez les Twins, il retourne à Anaheim pour disputer quatre saisons avec son ancienne équipe, les Angels. En 1994, il reçoit une troisième invitation en carrière au match des étoiles. 

### Royals de Kansas City
Le 28 octobre 1996, Davis est échangé pour la première fois de sa carrière, lui qui jusque-là n'avait changé d'équipe que via le marché des agents libres. Il passe des Angels aux Royals de Kansas City en retour des lanceurs droitiers Mark Gubicza et Mike Bovee et joue un an pour son nouveau club.

### Yankees de New York
De nouveau disponible sur le marché des agents libres, Chili Davis se joint aux Yankees de New York pour les deux dernières années de sa carrière. Il joue peu la première année mais est de retour à temps pour contribuer à la conquête de la Série mondiale 1998 par les Yankees. Il dispute son dernier match le 26 octobre 1999 dans une partie de Série mondiale entre les Yankees et Atlanta. Le lendemain, New York remporte le titre et Davis fait partie pour la troisième fois d'une équipe championne du monde.

### Palmarès
Chili Davis est l'un des frappeurs ambidextres ayant démontré le plus de puissance au bâton dans l'histoire du baseball. Parmi ce type de frappeurs, seuls Mickey Mantle, Eddie Murray, Chipper Jones et Lance Berkman ont cogné davantage de coups de circuit. Davis complète sa carrière avec 350 circuits. Il maintient une moyenne au bâton à vie de ,274 avec 2380 coups sûrs en 2436 parties jouées. Il compte 424 doubles, 1240 points marqués, 1372 points produits et 142 buts volés. En séries éliminatoires, il a cependant connu moins de succès avec une moyenne au bâton de ,210 en 34 matchs. Il a claqué deux de ses trois circuits en matchs éliminatoires dans la Série mondiale 1991 avec les Twins et obtenu cinq de ses 14 points produits en éliminatoires pendant la Série de championnat 1998 gagnée par les Yankees sur les Indians de Cleveland. Fait inusité pour un joueur de position, Davis lance deux manches dans un match des Angels le 17 juin 1993 sans accorder de point ni de coup sûr aux Rangers du Texas, qui massacrent ce jour-là l'équipe californienne par le score de 18-2.

## Carrière d'entraîneur
Chili Davis est pendant trois ans l'entraîneur des frappeurs de l'équipe de baseball d'Australie. Il est engagé en 2010 comme entraîneur des frappeurs par les Dodgers de Los Angeles pour un camp de perfectionnement avec de jeunes joueurs en Arizona.
Considéré pour un emploi similaire avec un club des ligues majeures, c'est plutôt dans les ligues mineures que Davis devient entraîneur des frappeurs lorsqu'il accepte un poste chez les Red Sox de Pawtucket en janvier 2011.

### Athletics d'Oakland
Le 26 novembre 2011, Chili Davis est engagé comme entraîneur des frappeurs des Athletics d'Oakland pour la saison 2012 qui s'annonce. Il succède à Gerald Perry, dont le contrat n'est pas renouvelé. Après avoir frappé 81 circuits en 2011, l'offensive des Athletics en génère 195 en 2012, la seconde plus grande progression de l'histoire du club. Davis est en poste durant 3 saisons à Oakland.

### Red Sox de Boston
En octobre 2014, Davis quitte son poste à Oakland pour retourner dans l'organisation des Red Sox de Boston et devenir leur nouvel entraîneur des frappeurs, en remplacement de Greg Colbrunn. Il occupe ce poste durant trois saisons.

### Cubs de Chicago
Le 26 octobre 2017, Davis est nommé instructeur des frappeurs des Cubs de Chicago.